# Primera División de Costa Rica 2010/11
Die Saison 2010/11 beinhaltete die 95. und die 96. Auflage der Primera División de Costa Rica, der höchsten costa-ricanischen Fußballliga. In dieser Saison wurden zwei Meisterschaften - Invierno Scotiabank 2010 und Verano Scotiabank 2011 - ausgespielt. Aus den Ergebnissen beider Meisterschaften wurde eine Gesamttabelle erstellt, um den Absteiger in die Liga de Ascenso-Segunda División zu ermitteln. LD Alajuelense gewann seinen 25. und 26. Meistertitel und qualifizierte sich somit für die CONCACAF Champions League 2011/12. Ebenso qualifizierte sich der beste Vizemeister. Trotz des Ausschlusses von CD Barrio México während der Saison aus der UNAFUT wurde ein Absteiger ermittelt; CF Universidad de Costa Rica belegte den letzten Platz in der Gesamttabelle und stieg in die Zweitklassigkeit ab.

## Austragungsmodus
In der Saison 2010/11 wurden zwei Meisterschaften ausgespielt, zuerst von Juli bis Dezember das Torneo de Invierno 2010, danach von Januar bis Mai das Torneo de Verano 2011. Die Torneos wurden in folgendem Modus ausgetragen:
- Die zwölf teilnehmenden Vereine wurden in zwei Gruppen A und B aufgeteilt.
- Innerhalb jeder Gruppe trafen die Vereine einmal zuhause und einmal auswärts aufeinander, gegen die Vereine der anderen Gruppe gab es jeweils ein Spiel. Insgesamt ergaben sich so 16 Spiele pro Team.
- Die beiden Bestplatzierten jeder Gruppe sowie die vier nächstbesseren Teams (gruppenübergreifend) qualifizierten sich für die Play-offs, welche - beim Viertelfinale beginnend - in Hin- und Rückspielen ausgetragen wurden.

## Fall „Águilas Guanacastecas CF - CD Barrio México“
Vor Beginn der Spielzeit wollte Mario Sotela, Mehrheitseigner des hochverschuldeten Águilas Guanacastecas CF, das Franchise an den Zweitligisten CD Barrio México verkaufen und in der Spielzeit 2010/11 in der zweiten Liga an den Start gehen. Dieser Tausch, nur eine Woche vor dem Saisonbeginn, wurde jedoch von der FEDEFUTBOL untersagt, da in beiden zuständigen Ligaverbände (UNAFUT, LIACSE) schon das genaue Teilnahme- und Wettbewerbsreglement sowie den Spielplan ausgearbeitet hatten, und Franchiseverkäufe nur vor dem Absegnen der verschiedenen Reglemente möglich sind.
So entschieden sich Sotela und Minor Vargas, Mehrheitseigner von CD Barrio México, die beiden Franchises weiterhin in der jeweiligen Liga zu belassen, aber den Vorstand, die Spieler, das Stadion etc. des jeweils anderen Klubs einzuschreiben und die Franchises somit zu tauschen.
CD Barrio México, das nun in der Primera División spielt, änderten den Namen des Franchises sogleich in CD Barrio México um. Die Liga de Ascenso verbot Águilas Guanacastecas CF jedoch, auch ihr neues Franchise umzubenennen. Somit laufen die Águilas zwar mit Trikots in ihren Vereinsfarben, aber mit dem Namen CD Barrio México auf.
Damit gibt es sowohl in der ersten als auch in der zweiten Liga einen Klub mit Namen CD Barrio México, wobei das echte Barrio México nun in der ersten und die Águilas mit dem Namen Barrio México in der zweiten Liga spielt. Die Presse nennt die Águilas aber trotz allem weiterhin Águilas.
Zu Saisonbeginn änderte Mario Sotela den Namen „Fantasienamen“ seines unter dem Namen CD Barrio México antretenden Klubs in Águilas CF. Heimatort der Águilas ist seit dem nicht mehr Liberia, sondern Heredia.
Im November 2010, vor dem letzten Gruppenspieltag, klagten die ehemaligen Spieler von Liberia Mia CF Minor Díaz und Pablo Salazar das Franchise, welche momentan von CD Barrio México genutzt wird, vor dem Arbeitsgericht an, da ihnen noch jeweils $200.000 geschuldet wird. Daraufhin bestimmte das Arbeitsgericht, dass das Franchise solange, bis CD Barrio México (Nutzer des Franchises) Liberias alle Schulden bezahlt hat, für den Spielbetrieb gesperrt ist. So verlor CD Barrio das letzte Spiel der Gruppenphase gegen AD Municipal Pérez Zeledón mit 0:3 am grünen Tisch, ebenso die darauffolgenden Viertelfinalpartien gegen AD Santos de Guápiles.
Im Dezember 2010 beschloss die Vollversammlung der UNAFUT während der neuen Spielzeit, die Spiele von Barrio México ebenso mit 0:3 zu werten, falls nicht am Freitag vor dem betreffen Spiel alle Schulden des Franchises bezahlt sind.
Nach mehreren Sitzungen, Diskussionen und Untersuchungen des Falles stimmten die Mitglieder der UNAFUT auf einer außerordentlichen Generalversammlung am 1. März 2011 dafür, das Franchise von Liberia Mía (genutzt von CD Barrio México) mit sofortiger Wirkung auszuschließen.
Die restlichen Spiele des Klubs werden mit 0:3 gewertet und der restliche Spielbetrieb aufrechterhalten. Der Letztplatzierte wird trotz des Ausschlusses von Barrio México in die Zweitklassigkeit absteigen; das ausgeschlossene Franchise ist jedoch komplett aus dem Profifußball (1. und 2. Liga) ausgeschlossen.

## Besondere zusätzliche Regel
- In jedem Kader (aus maximal 25 Spielern bestehend) dürfen sich höchstens vier Ausländer befinden.

## Teilnehmer

### Gruppe A
| Startplatz:                  | Verein                     | Herkunft (Ort, Provinz)            | Stadion                        | Vereinsfarben          | Meistertitel | Übertragungsrechte         |
| ---------------------------- | -------------------------- | ---------------------------------- | ------------------------------ | ---------------------- | ------------ | -------------------------- |
| 01. Gesamttabelle 2009/10    | CD Saprissa                | San Juan de Tibás, San José        | Ricardo Saprissa Ayma          | Dunkelviolett und Weiß | 29           | Teletica (Kanäle 7, 33)    |
| 04. Gesamttabelle 2009/10    | AD Municipal Pérez Zeledón | San Isidro de El General, San José | Otto Ureña                     | Hellblau und Blau      | 0            | Teletica (Kanäle 7, 33)    |
| 05. Gesamttabelle 2009/10    | CS Cartaginés              | Cartago, Cartago                   | José Rafael „Fello“ Meza       | Rot und Blau           | 3            | Teletica (Kanäle 7, 33)    |
| Franchise von Liberia Mía CF | CD Barrio México           | Goicoechea, San José               | José Joaquín „Coyella“ Fonseca | Rot und Blau           | 0            | ExtraTV42 (Kanal 42)       |
| 09. Gesamttabelle 2009/10    | Puntarenas FC              | Puntarenas, Puntarenas             | Lito Pérez                     | Orange und Schwarz     | 0            | Teletica (Kanäle 7, 33)    |
| Meister LIASCE-SD 2009/10    | Limón FC                   | Puerto Limón, Limón                | Juan Goban                     | Grün und Weiß          | 0            | Repretel (Kanäle 4, 6, 11) |

### Gruppe B
| Startplatz:               | Verein                       | Herkunft (Ort, Provinz)  | Stadion                | Vereinsfarben     | Meistertitel | Übertragungsrechte         |
| ------------------------- | ---------------------------- | ------------------------ | ---------------------- | ----------------- | ------------ | -------------------------- |
| 02. Gesamttabelle 2009/10 | LD Alajuelense               | Alajuela, Alajuela       | Alejandro Morera Soto  | Rot und Schwarz   | 25           | Repretel (Kanäle 4, 6, 11) |
| 03. Gesamttabelle 2009/10 | CS Herediano                 | Heredia, Heredia         | Eladio Rosabal Cordero | Rot und Gelb      | 21           | Repretel (Kanäle 4, 6, 11) |
| 06. Gesamttabelle 2009/10 | AD Santos de Guápiles        | Guápiles, Limón          | Ebal Rodrígez          | Rot und Weiß      | 0            | ExtraTV42 (Kanal 42)       |
| 07. Gesamttabelle 2009/10 | AD San Carlos                | Ciudad Quesada, Alajuela | Carlos Ugalde Álvarez  | Rot und Blau      | 0            | Teletica (Kanäle 7,33)     |
| 10. Gesamttabelle 2009/10 | Brujas FC                    | Desamparados, San José   | Jorge H. „Cuty“ Monge  | Weiß und Schwarz  | 1            | ExtraTV42 (Kanal 42)       |
| 11. Gesamttabelle 2009/10 | CF Universidad de Costa Rica | San Pedro, San José      | Ecológico              | Hellblau und Weiß | 1            | Repretel (Kanäle 4, 6, 11) |

## Endstand

### Invierno Scotiabank 2010
Dedicado: Carlos Alvarado Villalobos

#### Gruppe A
| Pl.             | Verein                     | Sp. | S | U | N | Tore    | Diff. | Punkte |
| --------------- | -------------------------- | --- | - | - | - | ------- | ----- | ------ |
| 1.              | CD Barrio México (F)       | 16  | 9 | 4 | 3 | 026:180 | +8    | 31     |
| 2.              | CS Cartaginés              | 16  | 6 | 5 | 5 | 022:200 | +2    | 23     |
| 3.              | AD Municipal Pérez Zeledón | 16  | 6 | 3 | 7 | 020:220 | −2    | 21     |
| 4.              | Puntarenas FC              | 16  | 5 | 3 | 8 | 023:270 | −4    | 18     |
| 5.              | Limón FC (N)               | 16  | 5 | 2 | 9 | 018:220 | −4    | 17     |
| 6.              | CD Saprissa (M)            | 16  | 4 | 4 | 8 | 026:270 | −1    | 16     |
| Stand: Endstand |                            |     |   |   |   |         |       |        |

#### Gruppe B
| Pl.             | Verein                       | Sp. | S  | U | N  | Tore    | Diff. | Punkte |
| --------------- | ---------------------------- | --- | -- | - | -- | ------- | ----- | ------ |
| 1.              | LD Alajuelense               | 16  | 11 | 3 | 2  | 029:130 | +16   | 36     |
| 2.              | CS Herediano                 | 16  | 8  | 5 | 3  | 033:180 | +15   | 29     |
| 3.              | AD San Carlos                | 16  | 7  | 4 | 5  | 019:180 | +1    | 25     |
| 4.              | Brujas FC                    | 16  | 6  | 3 | 7  | 033:290 | +4    | 21     |
| 5.              | AD Santos de Guápiles        | 16  | 4  | 8 | 4  | 016:260 | −10   | 20     |
| 6.              | CF Universidad de Costa Rica | 16  | 2  | 2 | 12 | 013:380 | −25   | 08     |
| Stand: Endstand |                              |     |    |   |    |         |       |        |

#### Viertelfinale
| Viertelfinalisten 5–8      | Gesamt | Gruppenerste/-zweite | Hinspiel | Rückspiel |
| -------------------------- | ------ | -------------------- | -------- | --------- |
| AD Santos de Guápiles      | 6:0    | CD Barrio México     | 3:0      | 3:0       |
| AD Municipal Pérez Zeledón | 3:6    | LD Alajuelense       | 2:2      | 1:4       |
| Brujas FC                  | 3:4    | CS Cartaginés        | 2:3      | 1:1       |
| AD San Carlos              | 2:4    | CS Herediano         | 2:0      | 0:4       |

#### Halbfinale
| Viertelfinalsieger 1/3 | Gesamt | Viertelfinalsieger 4/2 | Hinspiel | Rückspiel |
| ---------------------- | ------ | ---------------------- | -------- | --------- |
| AD Santos de Guápiles  | *1:1*  | CS Herediano           | 1:0      | 0:1       |
| CS Cartaginés          | 1:5    | LD Alajuelense         | 1:2      | 0:3       |

| * | 20:29 Punkte in der Gruppenphase |

#### Finale
| Sieger HF 1  | Gesamt          | Sieger HF 2    | Hinspiel | Rückspiel |
| ------------ | --------------- | -------------- | -------- | --------- |
| CS Herediano | 1:1 (4:5 i. E.) | LD Alajuelense | 0:0      | 1:1 n. V. |

#### Platzierungen
| 01              | LD Alajuelense               |
| 02              | CS Herediano                 |
| 03              | CS Cartaginés                |
| 04              | AD Santos de Guápiles        |
| 05              | CD Barrio México (F)         |
| 06              | AD San Carlos                |
| 07              | Brujas FC                    |
| 08              | AD Municipal Pérez Zeledón   |
| 09              | Puntarenas FC                |
| 10              | Limón FC (N)                 |
| 11              | CD Saprissa (M)              |
| 12              | CF Universidad de Costa Rica |
| Stand: Endstand |                              |

#### Beste Torschützen
|                 | Spieler         | Verein                     | Tore |
| --------------- | --------------- | -------------------------- | ---- |
| 1               | Randall Brenes  | CS Cartaginés              | 10   |
| 0               | Ever Alfaro     | AD Municipal Pérez Zeledón | 10   |
| 2               | Leandrinho      | LD Alajuelense             | 9    |
| 3               | Cristian Lagos  | Brujas FC                  | 8    |
| 0               | Maykol Ortíz    | CD Barrio México           | 8    |
| 0               | Josimar Arias   | Brujas FC                  | 8    |
| 0               | Diego País      | CS Cartaginés              | 8    |
| 0               | Froylán Ledezma | CS Herediano               | 8    |
| 0               | Victor Núñez    | CS Herediano               | 8    |
| Stand: Endstand |                 |                            |      |

### Verano Scotiabank 2011

#### Gruppe A
| Pl.                      | Verein                     | Sp. | S  | U | N  | Tore    | Diff. | Punkte |
| ------------------------ | -------------------------- | --- | -- | - | -- | ------- | ----- | ------ |
| 1.                       | CD Saprissa                | 16  | 10 | 3 | 3  | 031:140 | +17   | 33     |
| 2.                       | Limón FC (N)               | 16  | 8  | 5 | 3  | 031:180 | +13   | 29     |
| 3.                       | CS Cartaginés              | 16  | 7  | 7 | 2  | 025:140 | +11   | 28     |
| 4.                       | AD Municipal Pérez Zeledón | 16  | 6  | 3 | 7  | 023:210 | +2    | 21     |
| 5.                       | Puntarenas FC              | 16  | 3  | 2 | 11 | 016:270 | −11   | 11     |
| 6.                       | CD Barrio México (F)*      | 16  | 2  | 2 | 12 | 011:370 | −26   | 08     |
| Stand: Ende Gruppenphase |                            |     |    |   |    |         |       |        |

*Nachdem die von CD Barrio México genutzte Franchise nach zehn bestrittenen Spielen aus der UNAFUT ausgeschlossen wurde, wurden alle weiteren Partien mit 0:3 gewertet (siehe oben).

#### Gruppe B
| Pl.             | Verein                       | Sp. | S | U | N | Tore    | Diff. | Punkte |
| --------------- | ---------------------------- | --- | - | - | - | ------- | ----- | ------ |
| 1.              | LD Alajuelense (M)           | 16  | 9 | 4 | 3 | 026:200 | +6    | 31     |
| 2.              | AD San Carlos                | 16  | 9 | 3 | 4 | 023:160 | +7    | 30     |
| 3.              | CS Herediano                 | 17  | 6 | 8 | 3 | 025:190 | +6    | 26     |
| 4.              | AD Santos de Guápiles        | 16  | 4 | 4 | 8 | 018:240 | −6    | 16     |
| 5.              | Brujas FC                    | 16  | 4 | 4 | 8 | 022:310 | −9    | 16     |
| 6.              | CF Universidad de Costa Rica | 16  | 4 | 3 | 9 | 018:280 | −10   | 15     |
| Stand: Endstand |                              |     |   |   |   |         |       |        |

#### Viertelfinale
| Viertelfinalisten 5–8      | Gesamt | Gruppenerste/-zweite | Hinspiel | Rückspiel |
| -------------------------- | ------ | -------------------- | -------- | --------- |
| AD Santos de Guápiles      | 2:3    | CD Saprissa          | 1:2      | 1:1       |
| AD Municipal Pérez Zeledón | 1:2    | LD Alajuelense       | 1:1      | 0:1       |
| CS Herediano               | 4:2    | Limón FC             | 2:0      | 2:2       |
| CS Cartaginés              | 2:5    | AD San Carlos        | 1:1      | 1:4       |

#### Halbfinale
| Viertelfinalsieger 4/3 | Gesamt | Viertelfinalsieger 1/2 | Hinspiel | Rückspiel |
| ---------------------- | ------ | ---------------------- | -------- | --------- |
| AD San Carlos          | 3:2    | CD Saprissa            | 1:2      | 2:0       |
| CS Herediano           | 4:6    | LD Alajuelense         | 4:2      | 0:4       |

#### Finale
| Sieger HF 1   | Gesamt | Sieger HF 2    | Hinspiel | Rückspiel |
| ------------- | ------ | -------------- | -------- | --------- |
| AD San Carlos | 0:2    | LD Alajuelense | 0:1      | 0:1       |

#### Platzierungen
| Platz           | Verein                       |
| --------------- | ---------------------------- |
| 01              | LD Alajuelense (M)           |
| 02              | AD San Carlos                |
| 03              | CD Saprissa                  |
| 04              | CS Herediano                 |
| 05              | Limón FC (N)                 |
| 06              | CS Cartaginés                |
| 07              | AD Municipal Pérez Zeledón   |
| 08              | AD Santos de Guápiles        |
| 09              | Brujas FC                    |
| 10              | CF Universidad de Costa Rica |
| 11              | Puntarenas FC                |
| -               | CD Barrio México (F)         |
| Stand: Endstand |                              |

#### Beste Torschützen
|                 | Spieler             | Verein                       | Tore |
| --------------- | ------------------- | ---------------------------- | ---- |
| 1               | Minor Diaz          | CF Universidad de Costa Rica | 12   |
| 2               | Alvaro Sánchez      | AD San Carlos                | 11   |
| 3               | Erick Scott         | AD San Carlos                | 9    |
| 4               | José Carlos Cancela | CS Herediano                 | 8    |
|                 | Jonathan McDonald   | LD Alajuelense               | 8    |
| 6               | Randall Brenes      | CS Cartaginés                | 7    |
|                 | Kareem McLean       | Limón FC                     | 7    |
|                 | Olman Vargas        | CS Herediano                 | 7    |
| Stand: Endstand |                     |                              |      |

### Gesamttabelle
| Pl.             | Verein                       | Sp. | S  | U  | N  | Tore    | Diff. | Punkte |
| --------------- | ---------------------------- | --- | -- | -- | -- | ------- | ----- | ------ |
| 1.              | LD Alajuelense               | 32  | 20 | 7  | 5  | 057:330 | +24   | 67     |
| 2.              | CS Herediano                 | 32  | 14 | 13 | 5  | 058:370 | +21   | 55     |
| 3.              | AD San Carlos                | 32  | 16 | 7  | 9  | 042:340 | +8    | 55     |
| 4.              | CS Cartaginés                | 32  | 13 | 12 | 7  | 047:340 | +13   | 51     |
| 5.              | CD Saprissa                  | 32  | 14 | 7  | 11 | 057:410 | +16   | 49     |
| 6.              | Limón FC (N)                 | 32  | 13 | 7  | 12 | 049:400 | +9    | 46     |
| 7.              | AD Municipal Pérez Zeledón   | 32  | 12 | 6  | 14 | 042:420 | ±0    | 42     |
| 8.              | Brujas FC                    | 32  | 10 | 7  | 15 | 055:600 | −5    | 37     |
| 9.              | AD Santos de Guápiles        | 32  | 8  | 12 | 12 | 034:500 | −16   | 36     |
| 10.             | Puntarenas FC                | 31  | 8  | 4  | 19 | 039:540 | −15   | 28     |
| 11.             | CF Universidad de Costa Rica | 32  | 6  | 5  | 21 | 031:660 | −35   | 23     |
| 12.             | CD Barrio México (F)*        | 32  | 11 | 6  | 15 | 037:550 | −18   | 39     |
| Stand: Endstand |                              |     |    |    |    |         |       |        |

| * | Nachdem die von CD Barrio México genutzte Franchise im Verano 2011 nach zehn bestrittenen Spielen aus der UNAFUT ausgeschlossen wurde, wurden alle weiteren Partien mit 0:3 gewertet (siehe oben). |